# Jan Kleihues

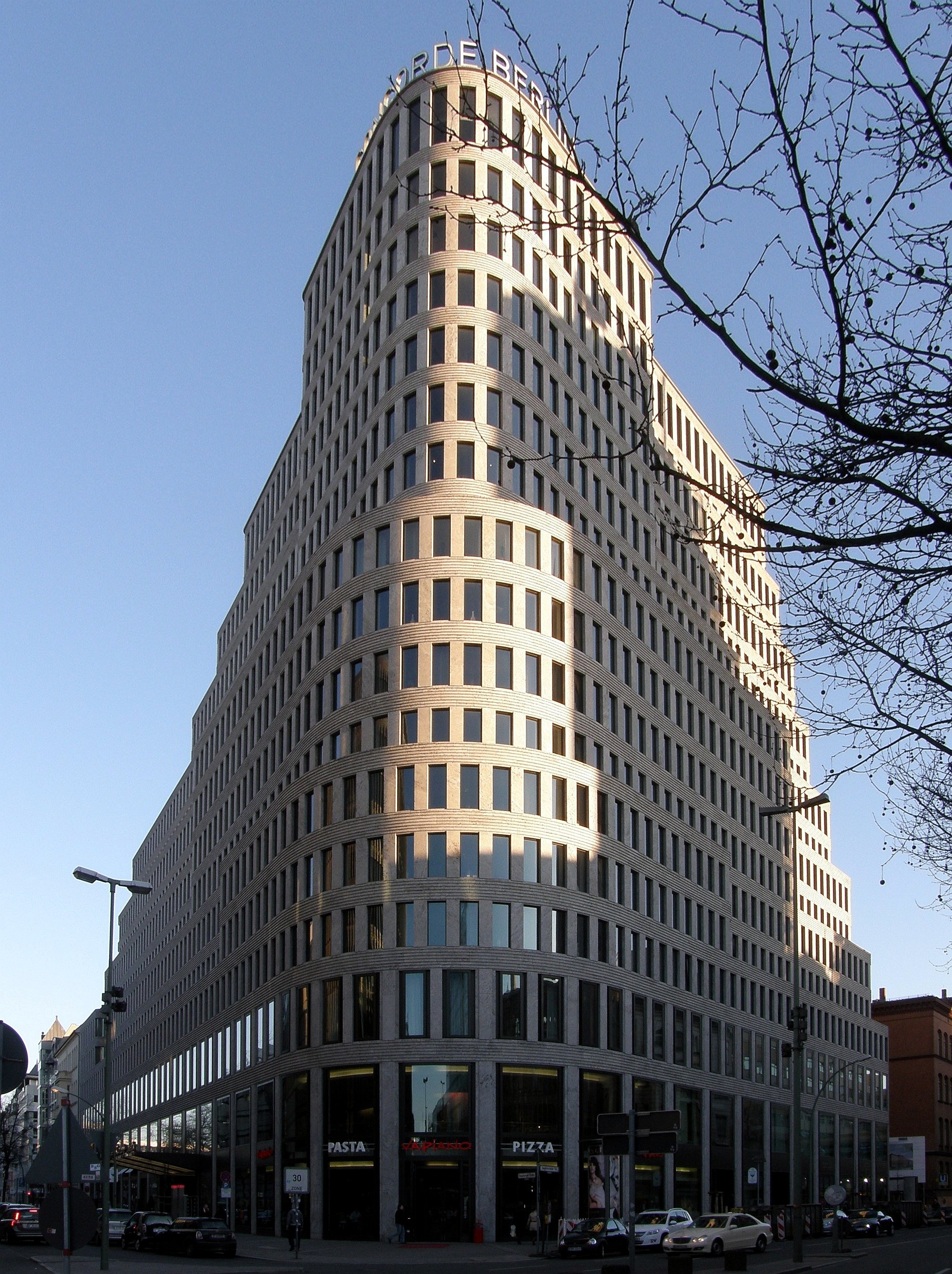
Hotel Concorde (2005)

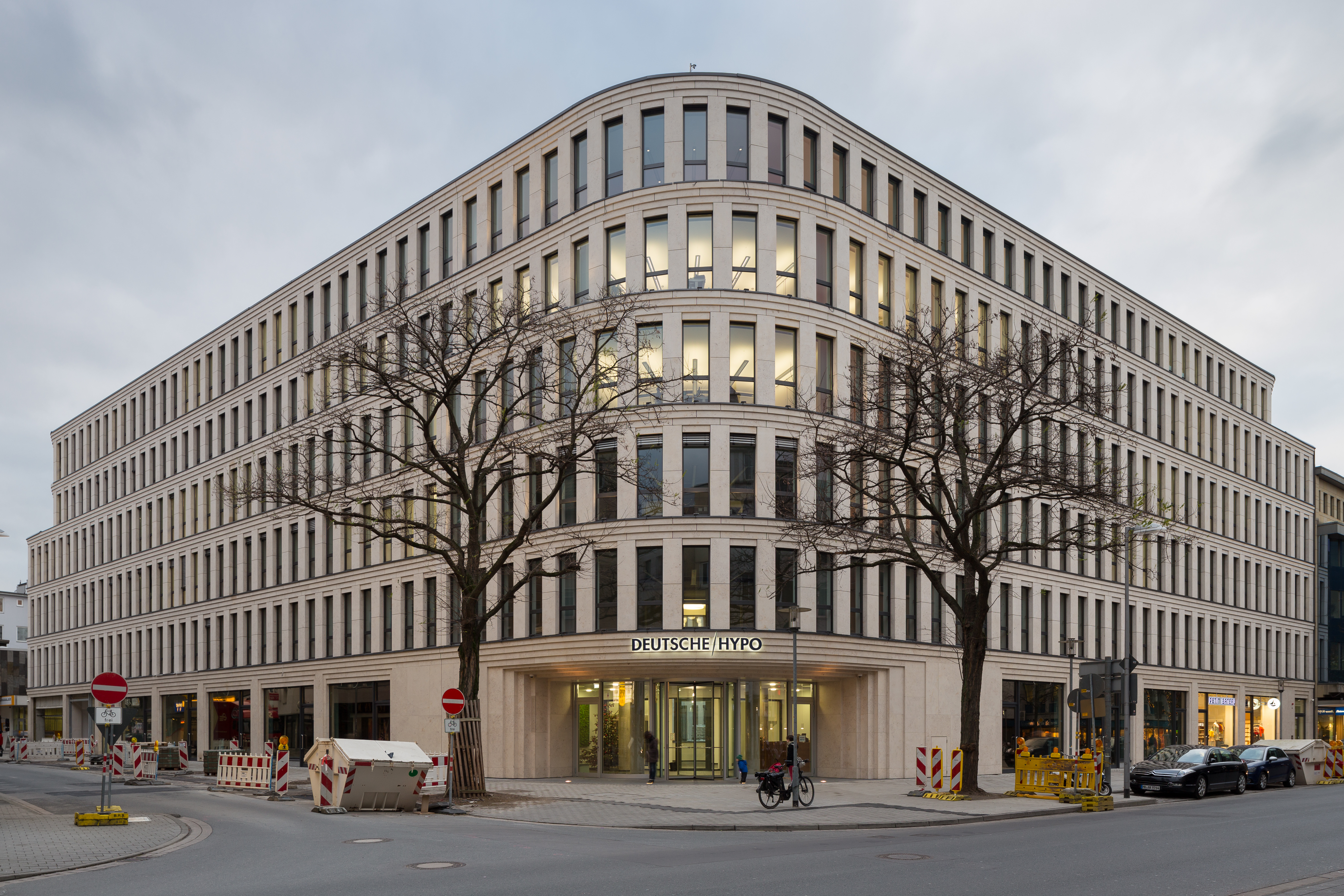
Deutsche Hypo (2015)

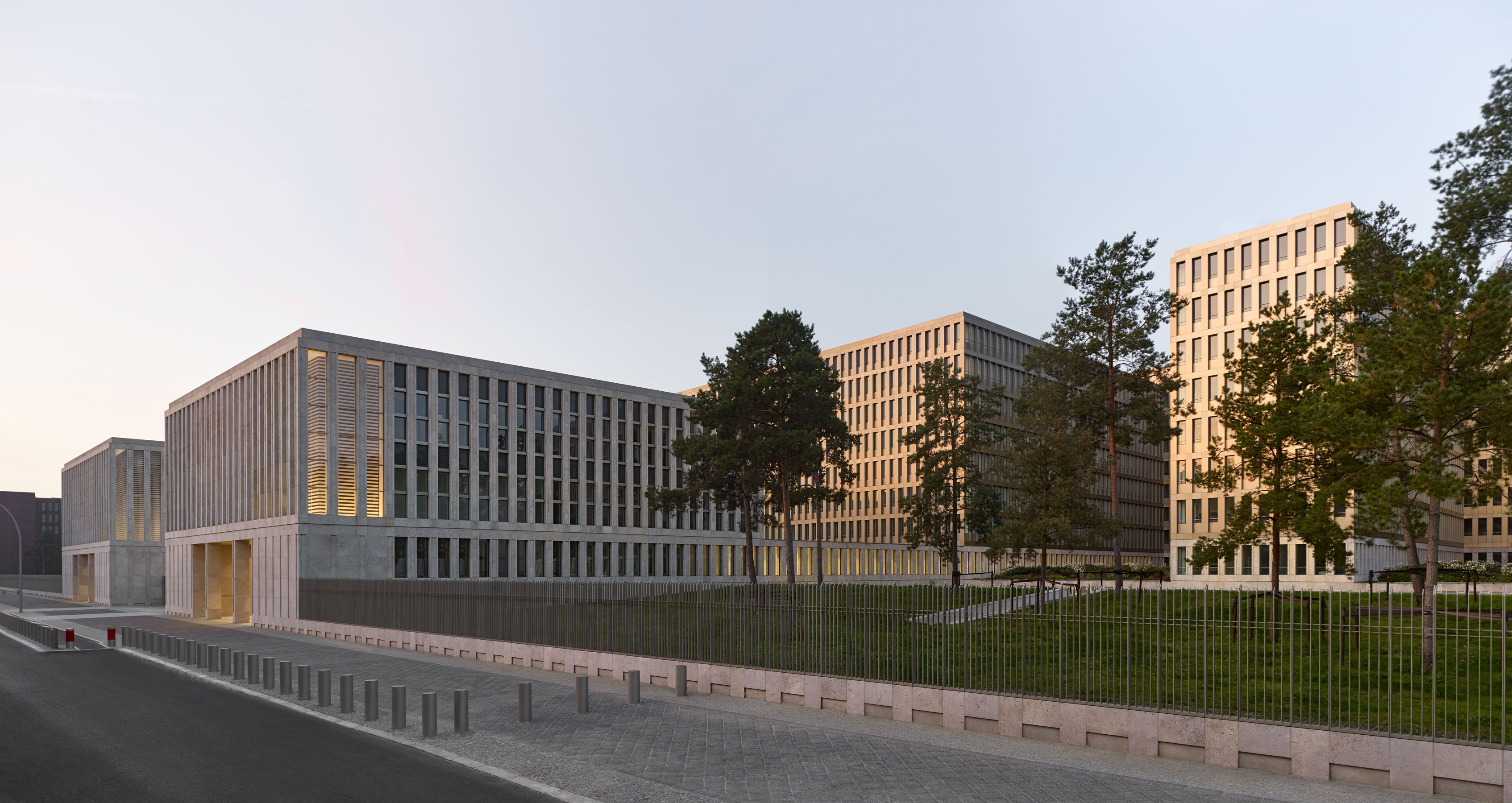
BND-Zentrale (2016)

Jan Kleihues (* 17. März 1962 in Berlin) ist ein deutscher Architekt und Hochschullehrer.

## Leben
Jan Kleihues ist der Sohn des Architekten Josef Paul Kleihues und Sigrid Kleihues. Nach dem Abitur 1982 in Berlin studierte er zwischen 1983 und 1989 Architektur an der Hochschule der Künste in Berlin. Während des Studiums war er Assistent von Markus Lüpertz, Peter Cook und John Hejduk an der Sommerakademie in Salzburg und Projektarchitekt bei Peter Eisenman in New York. Von 1989 bis 1992 arbeitete er als Projektarchitekt in den Büros von Daniel Libeskind in Berlin und von Rafael Moneo in Madrid. Im Jahr 1992 gründete er das Büro „Jan Kleihues“. Von 1993 bis 1998 war er als Kontaktarchitekt für Rafael Moneo für die Projekte „Bürohaus Block A4“ sowie „Hyatt Hotel Block A5“ im debis-Areal am Potsdamer Platz in Berlin tätig.
1996 gründete er zusammen mit seinem Vater Josef Paul Kleihues und Norbert Hensel das Unternehmen Kleihues + Kleihues Gesellschaft von Architekten mbH. Nach dem Tod des Vaters im Jahre 2004 wird das Büro von Jan Kleihues mit Norbert Hensel weitergeführt. Von 1999 bis 2001 gehörte er dem Bundespräsidium des Bundes Deutscher Architekten (BDA) an. Von 2006 bis 2012 war er Mitglied der Kommission für Stadtgestaltung der Stadt München, von 2011 bis 2016 Mitglied des Beirats für Stadtgestaltung der Stadt Münster und von 2012 bis 2017 Mitglied des Baukollegiums für Stadtentwicklung und Umwelt in Berlin.
Als Gastprofessor war Jan Kleihues von 2006 bis 2008 an der Technischen Fachhochschule Berlin sowie zwischen 2008 und 2009 an der Universität Bologna, Facoltà di Architettura „Aldo Rossi“ in Cesena, tätig. 2009 bis 2010 war er Gastprofessor an der Beuth Hochschule für Technik, Berlin. Seit 2011 hat er eine Professur des Fachbereichs Architektur und Städtebau an der Fachhochschule Potsdam inne. Neben seinen Hochschultätigkeiten hält er regelmäßig Gastvorträge im In- wie Ausland und sitzt verschiedenen nationalen und internationalen Jurys bei.
Zu seinen bekanntesten Projekten zählen das Hotel Dorint Kurfürstendamm (ehemals Sofitel Berlin Kurfürstendamm sowie Hôtel Concorde) sowie das Hotel Maritim und das Wohn- und Geschäftshaus am Leipziger Platz in Berlin. 2016 wurde die Zentrale des Bundesnachrichtendienstes in Berlin nach seinen Plänen fertiggestellt. Mit einem abschließend genehmigten Gesamtkostenrahmen von 1,086 Milliarden Euro ist der BND-Neubau-Komplex bis dato das größte Bauprojekt des Bundes. Aktuell wird nach seinem Entwurf u. a. das Berliner Ku’damm Karree umgebaut.
Jan Kleihues lebt in Berlin und hat drei Kinder.

## Bauten
- 2001: Wohn- und Geschäftshaus am Leipziger Platz in Berlin-Mitte
- 2003–2007: Süderweiterung für das Bundesministerium für Arbeit und Soziales in Berlin-Mitte
- 2004: Museo dell’Industria e del Lavoro in Brescia/Italien (Kleihues + Schuwerk) ⊙
- 2005: Hotel Concorde (heute Dorint Hotel) in Berlin-Charlottenburg ⊙
- 2005: Maritim Kongresshotel in Berlin-Tiergarten ⊙
- 2005–2006: Münster-Arkaden an der Ludgeristraße in Münster, Westfalen
- 2008: House of Finance auf dem Campus Westend in Frankfurt am Main
- 2009: Kaufhaus an der Königsallee in Düsseldorf
- 2009: Schaulager des Museo dell’Industria e del Lavoro in Rodengo-Saiano (Kleihues + Schuwerk)
- 2009–2012: Kröpcke-Center in Hannover
- 2011: Hotel H10 in Berlin-Charlottenburg ⊙
- 2013: Wohnbebauung Haus am Max-Reinhardt-Platz in Berlin-Mitte ⊙
- 2015: Büro- und Verwaltungsgebäude für die Kassenärztliche Vereinigung Brandenburg (KVBB) und die Landesärztekammer Brandenburg (LÄKB)
- 2015: Verwaltungsgebäude der Deutschen Hypo in Hannover
- 2015: Sanierung und Erweiterung des Krausenhofs in Berlin-Mitte ⊙
- 2016: Dienstgebäude und Zentrale des Bundesnachrichtendienstes in Berlin-Mitte ⊙
- 2017–2019: Bürogebäude am Kunstcampus für CA Immo in Berlin-Mitte[14] ⊙
- 2018: Alsterhaus in Hamburg
- 2018: B&B Hotel Charlottenburg in Berlin ⊙
- 2019: Gerontopsychiatrisches Zentrum in Großschweidnitz
- 2019–2030: Grundsanierung und Umbau des Pergamonmuseums in Berlin (Werkgemeinschaft Pergamon) ⊙
- 2018–2022: Umbau und Erweiterung des Kudamm Karree in Berlin-Charlottenburg ⊙
- 2021–2025: Bürohochhaus Mynd der Signa Holding am Alexanderplatz[15] ⊙
- 2019–2023: Bürohochhaus upbeat Berlin für CA Immo am Nordhafen in Berlin-Moabit[16] ⊙
- 2020–2023: Bürogebäude Am Mittelhafen[17] in Münster

## Wettbewerbe (Auswahl)
- 2004: Museum für Arbeit und Industrie, Brescia (1. Preis) (Kleihues + Schuwerk)[18]
- 2008: Historisches Museum, Frankfurt am Main (2. Preis)[19]
- 2008: Bürohaus im Nikolai-Viertel, Hamburg (1. Preis)
- 2008: Humboldt-Forum im Schlossareal, Berlin (3. Preis)[20]
- 2008: Mystetskyj Arsenal Kiew, Ukraine (4. Preis) (Kleihues + Schuwerk)[21]
- 2008: Wertheim Areal am Leipziger Platz, Berlin (1. Preis)[22]
- 2009: Stadthaus am Markt, Frankfurt am Main (2. Preis)
- 2010: Europaviertel Freiburg (1. Preis)[23]
- 2010: Freiheits- und Einheitsdenkmal, Berlin[24]
- 2010: Quartier am Karlsplatz, Stuttgart (2. Preis)
- 2011: Neubau für die Fakultät Informatik und Mathematik Regensburg (2. Preis)
- 2013: International Creative Union Center, Haining China (2. Preis)
- 2013: Verwaltungsgebäude Mecklenburgische Versicherung, Hannover (1. Preis)[25]
- 2014: Wohnhochhaus am Alexanderplatz, Berlin (2. Preis)[26]
- 2015: Hotel- und Büroneubau Grand Central, Berlin (Preisgruppe)
- 2016: Garden Campus, Vaihingen (Preisgruppe)[27]
- 2016: WerkBundStadt, Berlin
- 2016: Wohnhochhaus am Theodor-Loos-Weg, Berlin (3. Preis)
- 2017: Hotel- und Bürohochhaus, Frankfurt am Main (2. Preis)[28]
- 2017: Neubau Wissenschaftsgebäude Biodiversität der Freien Universität, Berlin (3. Preis)[29]
- 2017: Prinzenhof, Berlin (2. Preis)
- 2017: Turm am Mailänder Platz, Stuttgart (3. Preis)
- 2017: Typenhochhaus (2. Preis)[30]
- 2018: Hochhaus am Nordhafen, Berlin (1. Preis)[31]
- 2018: iCampus Rhenania, München (2. Preis)[32]
- 2018: Revolution of Dignity Museum Kiew | Ukraine (1. Preis)[33][34]
- 2019: Future City West, München (3. Preis (Realisierungsteil) + 4. Preis (Ideenteil))[35]
- 2020: Siemensstadt 2.0 (2. Preis)[36]
- 2020: Altes Polizeipräsidium, Frankfurt (2. Preis)[37]

## Publikationen (Auswahl)
- Hartwig Schneider und Uwe Schröder (Hrsg.): Identität der Architektur. II. Material. Positionen zur Bedeutung des Materials in der Architektur. Walter König, Köln 2019, ISBN 978-3-96098-545-7
- Bundesstiftung Baukultur, Reiner Nagel (Hrsg.): Reden über Baukultur mit … Dreiunddreißig Ausblicke auf die Zukunft unserer Lebensräume. Bundesstiftung Baukultur, Potsdam 2018, ISBN 978-3-9820133-1-2.
- Hartwig Schneider und Uwe Schröder (Hrsg.): Identität der Architektur. I. Ort. Positionen zum Ortsbezug in der Architektur. Walter König, Köln 2018, ISBN 978-3-96098-299-9
- Kleihues + Kleihues: BND Die Zentrale. Headquarters of the Federal Intelligence Service. Hatje Cantz, Berlin 2017, ISBN 978-3-7757-4350-1.
- Bau und Raum. Jahrbuch 2017. Bundesamt für Bauwesen und Raumordnung, 2017, ISBN 978-3-87994-215-2.
- Akademie der Künste und The University of Texas at Austin (Hrsg.): DEMO:POLIS. Das Recht auf öffentlichen Raum. Park Books, Zürich, ISBN 978-3-03860-004-6 (deutsch).
- Deutscher Werkbund Berlin (Hrsg.): WerkBundStadt Berlin. Am Spreebord. jovis, Berlin 2016, ISBN 978-3-86859-444-7.
- Claudia Kromei: this is modern. deutsche werkbund ausstellung venedig 2014. jovis, Berlin 2014, ISBN 978-3-86859-283-2.
- Architetture Razionali / Rationale Archtekturen. Aíon Edizioni 2012.
- Razionalisti Berlinesi / Berliner Rationalisten. Aíon Edizioni 2010, ISBN 978-88-88149-71-4.
- Kunst an Architektur. Kleihues + Kleihues, Ausstellungskatalog Architektur Galerie Berlin. Ernst Wasmuth Verlag, 2010, ISBN 978-3-8030-0728-5.
- Progetti di Architettura, Jan Kleihues: Progetti per la Città 2009. Facoltà die Architettura „Aldo Rossi“, ISBN 978-88-7115-684-2.
- Vittorio M. Lampugnani: Wiedererrichtung des Berliner Schlosses – Bau des Humboldt-Forums. Bundesamt für Bauwesen und Raumordnung, Jahrbuch 2008/09.
- Deutscher Werkbund Berlin e. V. (Hrsg.): Dudler Kahlfeldt Kleihues – Vattenfall Projekte für Berlin. Jovis Verlag, 2007, ISBN 978-3-939633-34-1.
- Deutscher Werkbund Berlin e. V., Heinrich Kleihues Nalbach – Hotel-Interieurs. Jovis Verlag, 2006, ISBN 978-3-939633-01-3.
- Deutscher Werkbund Berlin e. V., Dudler Kahlfeldt Kleihues – Projekte für Berlin. Jovis Verlag, 2005, ISBN 978-3-936314-71-7.
- Ingeborg Flagge, Romana Schneider (Hrsg.): Die Revision der Postmoderne. Ausstellungskatalog. Junius Verlag, Hamburg 2004, ISBN 978-3-88506-546-3.
- Tanja Schult, Jochen Visscher: Der Leipziger Platz. Leipziger Platz Carrée Lennédreieck. Urbane Architektur für das neue Berlin. jovis Verlag, Berlin 2002, ISBN 3-931321-68-1.
- Arbeitskreis Junge Architektinnen und Architekten (Hrsg.) Gerwin Zohlen: AKJAA. Positionen Junger Architekten in Deutschland. Bund Deutscher Architekten. Birkhäuser – Verlag für Architektur, Basel / Berlin / Boston 2002

## Ausstellungen (Auswahl)
- Berlin 2050. Raum und Wert. Eine Ausstellung von: The University of Texas at Austin und Potsdam School of Architecture. Kehrer Galerie 2018
- A Quantum of Solids. Die Zentrale des BND. AIT-ArchitekturSalon Hamburg 2018
- A Quantum of Solids. Die Zentrale des BND. AIT-ArchitekturSalon München 2018
- MADRID. TRANSFORMATION EINER GROßSTADT. Botschaft von Spanien in Berlin 2018
- Berlin 2050. Konkrete Dichte. Eine Ausstellung von: The University of Texas at Austin und Potsdam School of Architecture. Architektur Galerie Berlin SATELLIT, Berlin 2017
- ‚Neues Wohnen für Berlin!‘. Aedes Architekturforum 2017
- WerkBundStadt Berlin. WerkBundHaus, Berlin 2016
- DEMO:POLIS. Akademie der Künste, Berlin 2016
- „This is modern“ – Deutsche Werkbundausstellung Venedig. Palazzo Ca’Tron, Venedig, Italien 2014
- Quartier am Zoo. Deutschen Werkbundes Berlin e. V., Werkbund-Galerie 2013
- Neue Rationale Architektur – La Città: Forma E Spazio. Architetture In Italia E Germania. Palazzo della Gran Guardia, Padova (Italien) 2012.
- Architettura 33. Jan Kleihues Città e architettura. Chiesa dello Spirito Santo, Cesena 2009
- Dudler, Kahlfeldt, Kleihues – Vattenfall Projekte für Berlin. Deutschen Werkbundes Berlin e. V., Werkbund-Galerie 2007
- Das Neue Berlin, L’Architecture contemporaine berlinoise. Eine Ausstellung der Stadt Brüssel in Partnerschaft mit dem Senat von Berlin und dem Goethe-Institut Brüssel, mit der Unterstützung des Generalkommissariats für internationale Beziehungen. Hôtel de Ville, Brüssel 2007
- Urbane Häuser. Eine Ausstellung des Deutschen Architektur Zentrums, Berlin 2006
- Hotel Interieur – Heinrich Kleihues Nalbach. Deutschen Werkbundes Berlin e. V., Werkbund-Galerie 2006

## Preise und Auszeichnungen
- 2018: Deutscher Naturstein-Preis 2018, Besondere Anerkennung Kategorie A für den Neubau der Zentrale des Bundesnachrichtendienstes, Berlin
- 2016: Best Architects 17, Büro- und Verwaltungsgebäude Pappelallee in Potsdam
- 2015: MIPIM Awards, Kategorie: Mixed Use, Finalist mit dem Projekt Eckwerk in Berlin
- 2015: AR Future Awards, Auszeichnung Kategorie: Best Futura Project Eckwerk, Berlin
- 2013: Schulbaupreis, Auszeichnung für das Bischöfliche St.-Josef-Gymnasium in Bocholt
- 2012: AIT Award, 1. Preis, Kategorie Interior and Architecture für das H10 Hotel in Berlin
- 2011: Deutscher Naturstein-Preis, Lobende Erwähnung für das House of Finance, Campus Westend in Frankfurt am Main[38]
- 2011: Deutscher Naturstein-Preis, Lobende Erwähnung für das Projekt Kaufhaus Königsallee in Düsseldorf
- 2011: „Mastro d’Arte della Pietra“ für das Hotel Concorde (heute Sofitel Hotel), Berlin
- 2010: Knauf Diamant Award, 2. Preis Kategorie: Design für das House of Finance, Campus Westend in Frankfurt am Main
- 2010: „Green Globe“ Zertifizierung für das Sofitel Hotel (ehemals Concorde Hotel), Berlin
- 2009: GoodDesign Chicago Athenaeum, Auszeichnung für Stadtmöbel in Münster
- 2008: Schulbaupreis, Auszeichnung für das Gymnasium Dionysianum Rheine
- 2008: GoodDesign Awards Chicago Athenaeum in der Kategorie Beleuchtung[39][40] für die Semperlux-Leuchtenserie NEO
- 2007: Deutscher Naturstein-Preis, 1. Preis für Galeria Kaufhof in Berlin
- 2007: Deutscher Naturstein-Preis, Lobende Erwähnung für das Hotel Concorde (heute Sofitel Hotel)
- 2007: Deutscher Naturstein-Preis, Lobende Erwähnung für die Münster Arkaden
- 2007: Deutscher Naturstein-Preis, Besondere Anerkennung für das Maritim Kongresshotel
- 2007: ImmoAward, Auszeichnung für Galeria Kaufhof in Berlin
- 2006: „MAA 2006 – Marble Architectural Awards“ by „Internazionale Marmi e macchine – IMM“ für Sofitel Hotel (ehemals Concorde Hotel) in Berlin
- 2006: Architekturpreis Ventanas al futoro de la architetura, Buenos Aires / Argentinien durch CAYC-Klaukol für Sofitel Hotel (ehemals Concorde Hotel), Berlin
- 2006: Best Architects 07, Sofitel Hotel (ehemals Concorde Hotel), Berlin
- 2006: Architekturpreis Berlin für das Hotel Concorde in Berlin[41]